# Itamar Even-Zohar
Itamar Even-Zohar, em hebraico:  איתמר אבן-זהר (Tel Aviv, 1939) é um sociólogo, linguista e crítico israelense, professor na Universidade de Tel Aviv. É criador da Teoria dos Polissistemas, e um dos mais relevantes investigadores no campo dos estudos culturais e dos estudos de tradução.

## Ideias fundamentais

### Teoria dos Polissistemas
Esta teoria (Even-Zohar 1978, 1979, 1990, 1997, 2005) analisa conjuntos de relações, inicialmente nas áreas da língua e da literatura e mais adiante em outros âmbitos socioculturais..
Outro defensor desta teoria é o crítico norte-americano Edwin Gentzler.Numa perspectiva nova e original, propõe um tipo de teoria que denomina de funcionalismo dinâmico, em que o sistema semiótico é estruturado e sistematizado dentro de uma estrutura aberta, heterogênea denominada de polissistema, ou seja: “um sistema múltiplo, um sistema de vários sistemas com intersecções e sobreposições mútuas, que usa diferentes opções concorrentes, mas que funciona como um todo estruturado, cujos membros são interdependentes” (EVEN-ZOHAR, 2013, p. 3). A ideia proposta por ele reorienta as discussões em torno do cânone literário, uma vez que projeta no seio de sua perspectiva teórica o arranjo da diversidade de textualidades potencialmente literárias existentes no espaço literário e cultural de inúmeros países, tanto os textos canonizados quanto os não canonizados, considerando que no modelo canônico sistematizado, estes últimos costumam participar de fora ou à margem do cânone estabelecido. Assim, entre as ideias do teórico, ele problematiza e refuta a homogeneização que caracteriza o sistema literário estabelecido.

### Estudos de tradução
Os estudos de Even Zohar sobre tradução têm mostrado que as discrepâncias entre textos de origem e textos de destino podem ser explicadas como o resultado de ações governadas por normas "domésticas". Suas investigações acerca da importância e a significação da tradução têm contribuído para que os estudos de tradução deixem de ser um aspecto marginal dos estudos filológicos e se convertam em um dos principais focos de interesse na investigação das relações interculturales.

### Construção nacional e cultura
Itamar Even-Zohar tem estudado o papel da literatura na construção das culturas nacionais, tanto em Israel como na Europa. Na linha de sua proposta de que a cultura deve ser estudada não como produto, mas como um conjunto de ações ou programas de ações.

## Trabalhos publicados
- Even-Zohar, Itamar 1972. "An Outline of a Theory of the Literary Text." Ha-Sifrut III (3/4): pp. 427–446 (em hebreu)
- Even-Zohar, Itamar 1978. Papers in Historical Poetics. Tel Aviv: Porter Institute.
- Even-Zohar, Itamar 1979. "Polysystem Theory." Poetics Today 1(1-2, Autumn) pp. 287–310.
- Even-Zohar, Itamar 1990. Polysystem Studies. [= Poetics Today 11:1]. Durham: Duke University Press.
- Even-Zohar, Itamar 1997. "Factors and Dependencies in Culture: A Revised Draft for Polysystem Culture Research." Canadian Review of Comparative Literature / Revue Canadienne de Littérature Comparée XXIV(1, March), pp. 15–34.
- Even-Zohar, Itamar 2005. Papers in Culture Research.